# Once Sent from the Golden Hall
Once Sent from the Golden Hall är det svenska death metal-bandet Amon Amarths första fullängdsalbum, utgivet i februari 1998 på Metal Blade Records.

## Låtlista
1. "Ride for Vengeance" - 4:29
2. "The Dragons' Flight Across the Waves" - 4:34
3. "Without Fear" - 4:50
4. "Victorious March" - 7:57
5. "Friends of the Suncross" - 4:43
6. "Abandoned" - 6:01
7. "Amon Amarth" - 8:07
8. "Once Sent from the Golden Hall" - 4:12